# Moosenalm
Die Moosenalm ist eine Alm im Lattengebirge auf dem Gebiet der Gemarkung Forst Sankt Zeno der Gemeinde Schneizlreuth.
Die beiden Kaser der Moosenalm stehen unter Denkmalschutz und sind unter der Nummer D-1-72-131-45 in die Bayerische Denkmalliste eingetragen.

## Baubeschreibung
Beim Wölflkaser, einem sog. „Rundumtyp“, handelt es sich um einen eingeschossigen, überkämmten Blockbau mit Flachsatteldach und Legschindeldeckung. Die Firstpfette ist mit dem Jahr 1863 bezeichnet. Der Kaser wurde um 1970 am Platz des ehemaligen Untergainswiesenkasers wiederaufgebaut und erweitert.
Der Sichlerkaser ist ebenfalls ein eingeschossiger Blockbau mit Flachsatteldach und Legschindeldeckung. Die Firstpfette ist mit dem Jahr 1900 bezeichnet.

## Heutige Nutzung
Die Moosenalm wird heute noch in den Sommermonaten landwirtschaftlich genutzt. Die Moosenalm ist bewirtet.

## Lage
Die Moosenalm befindet sich im westlichen Lattengebirge auf dem Gebiet der Gemeinde Schneizlreuth auf einer Höhe von 1405 m ü. NN. Man kann die Alm über mehrere Wege erreichen. Der kürzeste Weg über den Pioniersteig ist anspruchsvoll; einfacher, aber auch länger ist der Aufstieg über den Prechlsteig. Alternativ bietet sich auch eine Wanderung über die Mordau- und Lattenbergalm an.